# Zamarada bonaberiensis
Zamarada bonaberiensis är en fjärilsart som beskrevs av Embrik Strand 1915. Zamarada bonaberiensis ingår i släktet Zamarada och familjen mätare. Inga underarter finns listade i Catalogue of Life.